# کریس دوناهو
کریس دوناهو (انگلیسی: Chris Donahue؛ زادهٔ ۱۳ اوت ۱۹۶۹) ژنرال نیروی زمینی ایالات متحده آمریکا است، که از دسامبر ۲۰۲۴ به‌عنوان فرمانده نیروی زمینی اروپا و آفریقای ایالات متحده آمریکا، همچنین فرمانده زمینی متفقین فعالیت می‌کند.
داناهو فعالیت نظامی را از سال ۱۹۹۲ در نیروی زمینی آمریکا آغاز کرد، از ۲۰۱۶ تا ۲۰۱۷ فرماندهی لشکر ۴ پیاده را برعهده داشت و از ۲۰۱۷ تا ۲۰۱۸ فرمانده مدرسه پیاده‌نظام ارتش ایالات متحده آمریکا بود. او از ۲۰۱۸ تا ۲۰۱۹ به‌عنوان جانشین مدیر عملیات ویژه و مبارزه با تروریسم ستاد مشترک نیروهای مسلح ایالات متحده آمریکا فعالیت داشت، از ۲۰۱۹ تا ۲۰۲۰ فرمانده عملیات نگهبان آزادی و مأموریت حمایت قاطع بود، در فاصله سال‌های ۲۰۲۰ تا ۲۰۲۲ فرماندهی لشکر ۸۲ام هوابرد را برعهده داشت و از ۲۰۲۲ تا ۲۰۲۴ به‌عنوان فرمانده سپاه شانزدهم هوابرد فعالیت می‌کرد.